# هاري هويل (لاعب كرة قدم)
هاري هويل (بالإنجليزية: Harry Howell)‏ (29 نوفمبر 1890 في المملكة المتحدة - 9 يوليو 1932 في المملكة المتحدة) هو لاعب كركيت ولاعب كرة قدم بريطاني (وحمل سابقاً جنسية المملكة المتحدة لبريطانيا العظمى وأيرلندا) في مركز الهجوم. شارك مع منتخب إنجلترا للكريكت. أما مع النوادي، فقد لعب مع بورت فايل ونادي ساوثهامبتون ووولفرهامبتون واندررز ونادي مانسفيلد تاون وأكرينجتون ستانلي ‏ وNorthfleet United F.C. ‏.

## وصلات خارجية
- هاري هويل على موقع إي آس بي آن كريك إنفو (الإنجليزية)
- هاري هويل على موقع قاعدة بيانات كرة القدم.إي يو (الإنجليزية)